# Lobaye

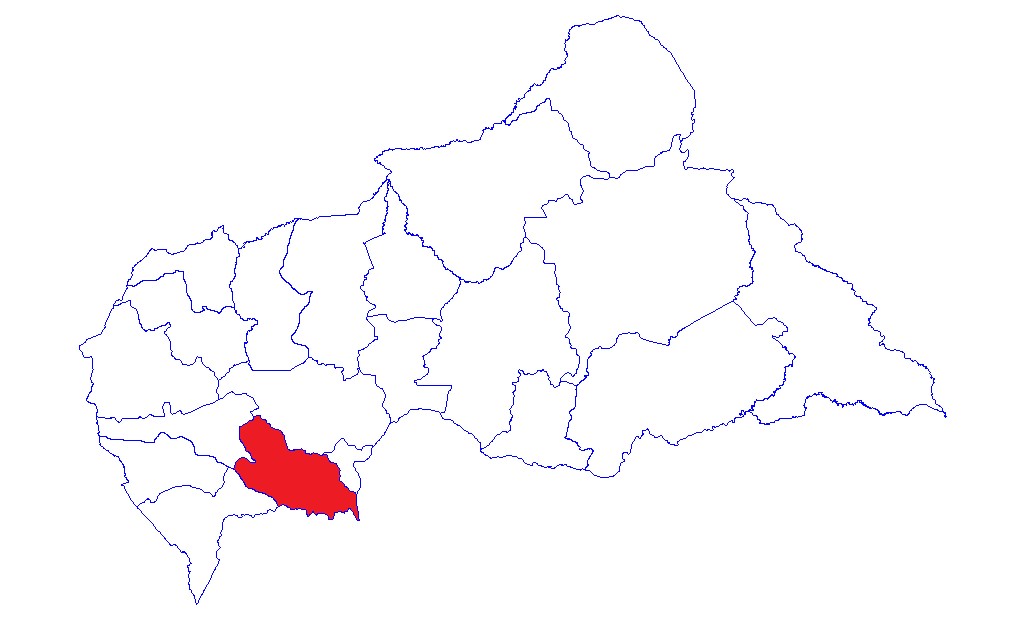
Localização de Lobaye

Lobaye é uma das 20 prefeituras da República Centro-Africana, tendo Mbaiki como capital. A região abrange uma área de 19 235 km² e, de acordo com o último censo realizado em 2003, sua população era de 246 875 habitantes. Em 2024, estimativas oficiais apontam que a população chegou a 361 289 pessoas.